# Ángel Torres
Ángel Yesid Torres Quiñones (Bogotá, 6 aprile 2000) è un calciatore colombiano, attaccante della Dinamo Kiev.

## Biografia
Il 23 aprile 2024 viene rivelato l'arresto di Torres da parte della forza di polizia del New South Wales, per accuse di aggressione, intimidazione e per aver avuto un rapporto sessuale senza consenso. A causa della vicenda viene anche sospeso dal club.
Il 4 aprile 2025 viene dichiarato innocente.

## Carriera
Prodotto del vivaio del Real Academia in Colombia, viene prelevato dai lusitani del Porto nel 2018 con cui esordisce in Liga de Honra con la squadra B. Nel 2021 passa all'Alverca, club portoghese di Segunda Liga con cui gioca un totale di 26 partite mettendo a segno 4 gol. Nel 2022 passa ai maltesi del Balzan, con cui esordisce nelle competizioni europee giocando i turni preliminari di UEFA Conference League.
Il 30 agosto 2023 passa in Australia ai C.C. Mariners, con cui firma un contratto di due anni.
Debutta con il nuovo club in Coppa dell'AFC contro il Terengganu.
Poco dopo debutta anche in A-League Men e, alla terza giornata, riceve il suo primo cartellino rosso con il club per aver dato uno schiaffo dietro la testa ad un avversario, Jacob Muir.
Tornato dalla squalifica comminatagli per le sue gesta, il 17 dicembre segna una tripletta contro il Melbourne City.
L'8 aprile 2024, il suo agente annuncia tramite un tweet che Torres non avrebbe rinnovato il proprio contratto con i Mariners, tuttavia poco dopo si ritrova direttamente escluso dalla rosa del club a causa di suoi problemi con la giustizia. Per questo motivo a fine stagione si svincola.
Nel maggio 2025, da svincolato, passa agli ucraini della Dinamo Kiev.

## Statistiche

### Presenze e reti nei club
Statistiche aggiornate al 12 maggio 2025.
| Stagione        | Squadra         | Campionato      | Campionato | Campionato | Coppe nazionali | Coppe nazionali | Coppe nazionali | Coppe continentali | Coppe continentali | Coppe continentali | Altre coppe | Altre coppe | Altre coppe | Totale | Totale | Totale |
| Stagione        | Squadra         | Comp            | Pres       | Reti       | Comp            | Pres            | Reti            | Comp               | Pres               | Reti               | Comp        | Pres        | Reti        | Pres   | Reti   |        |
| --------------- | --------------- | --------------- | ---------- | ---------- | --------------- | --------------- | --------------- | ------------------ | ------------------ | ------------------ | ----------- | ----------- | ----------- | ------ | ------ | ------ |
| gen.-giu. 2021  | Alverca         | SL              | 14         | 2          | TP              | -               | -               | -                  | -                  | -                  | -           | -           | -           | 14     | 2      |        |
| 2021-2022       | Alverca         | SP              | 12         | 2          | -               | -               | -               | -                  | -                  | -                  | -           | -           | -           | 12     | 2      |        |
| Totale Alverca  | Totale Alverca  | Totale Alverca  | 26         | 4          |                 | -               | -               |                    | -                  | -                  |             | -           | -           | 26     | 4      |        |
| 2022-2023       | Balzan          | PL              | 23         | 15         | TM              | 2               | 1               | UCL                | 4                  | 0                  | -           | -           | -           | 30     | 16     |        |
| 2023-2024       | C.C. Mariners   | PL              | 23         | 13         | -               | -               | -               | AFC                | 10                 | 2                  | -           | -           | -           | 33     | 15     |        |
| mag.-giu. 2024  | Dinamo Kiev     | PL              | 0          | 0          | KU              | 0               | 0               | UCL+UEL            | -+-                | -+-                | -           | -           | -           | 0      | 0      |        |
| Totale carriera | Totale carriera | Totale carriera | 82         | 34         |                 | 2               | 1               |                    | 14                 | 2                  |             | 0           | 0           | 98     | 35     |        |

## Palmarès

### Club

#### Competizioni nazionali
- Campionato australiano: 1

C.C. Mariners: 2023-2024
- Campionato ucraino: 1

Dinamo Kiev: 2024-2025

#### Competizioni internazionali
- Coppa dell'AFC: 1

C.C. Mariners: 2023-2024

#### Competizioni giovanili
- UEFA Youth League: 1

Porto: 2018-2019